# Herzog-Magnus-Denkmal

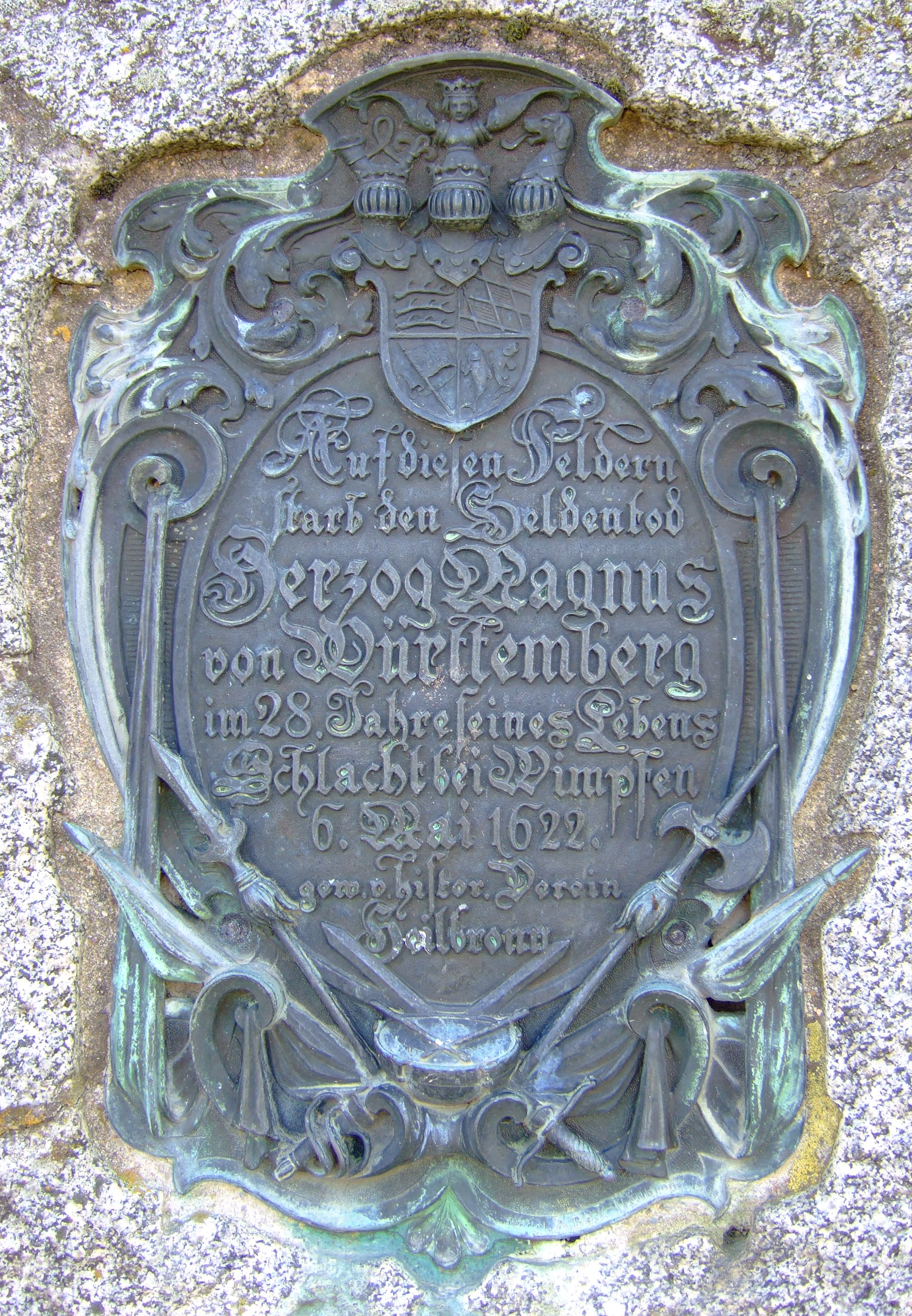
Gedenktafel des Herzog-Magnus-Denkmals

Das Herzog-Magnus-Denkmal bei Obereisesheim, einem Stadtteil von Neckarsulm im Landkreis Heilbronn in Baden-Württemberg, erinnert seit dem Jahr 1900 an den Tod des württembergischen Herzogs Magnus (1594–1622) bei der Schlacht bei Wimpfen im Jahr 1622.

## Geschichte
Der junge württembergische Herzog Magnus fiel am 6. Mai 1622 bei der Schlacht bei Wimpfen auf dem Höhenzug westlich von Obereisesheim. Mit ihm erlosch die erst wenige Jahre zuvor von ihm begründete ältere Linie Württemberg-Neuenbürg im Mannesstamm.

Im Jahr 1900 beschloss der Historische Verein Heilbronn unter Vorsitz von Alfred Schliz, statt des traditionellen Jahresausflugs einen Gedenktag an die Schlacht zu feiern und als Ausdruck der „Ehrenschuld unseres Volkes gegen einen erlauchten Sprossen unseres Fürstenhauses […], der dort für seinen Glauben den Heldentod starb“, am Ort des Todes des Herzogs, etwa einen Kilometer außerhalb von Obereisesheim, am Holzweg einen Gedenkstein zu errichten. Dafür erwarb der Historische Verein eine kleine Ackerparzelle, auf der ein etwa zwei Meter hoher Syenitblock mit Sockelquaderung errichtet wurde. In den Block eingelassen wurde eine Kupfertafel mit der Inschrift: 

„Auf diesen Feldern starb den Heldentod Herzog Magnus von Württemberg im 28. Jahre seines Lebens Schlacht bei Wimpfen 6. Mai 1622. gew. v. histor. Verein Heilbronn“

 Die Tafel wird von dem württembergischen Wappen, Kriegsgerät sowie Blatt- und Rollwerk gerahmt. Das Denkmal wurde am 5. Mai 1900 eingeweiht.
Auf Beschluss des Obereisesheimer Ortschaftsrates wurde das Denkmal anlässlich des Ortsjubiläums (1250 Jahre Eisesheim, 767–2017) 2017 mit modernen Informationstafeln ergänzt. Da die notwendigen Mittel im Haushalt von Neckarsulm nicht aufgebracht werden konnten, zumal sich das Denkmal nicht im Besitz der Stadt befindet und die Maßnahme nur als Freiwilligkeitsleistung hätte finanziert werden können, riefen Ortschaftsrat und Ortsverwaltung von Obereisesheim sowie der Historische Verein Heilbronn, in dessen Besitz sich das Denkmal weiterhin befindet, zu einer Spendenkampagne auf. Diese war erfolgreich und eine drehbare vierseitige Informationsstele wurde 2017 aufgestellt, die den historischen Hintergrund und die wichtigsten Phasen der Schlacht in Text und Bild erläutert.